# Edward Higginbottom
Pour les articles homonymes, voir Higginbottom.
Edward Higginbottom, né le 16 novembre 1946 à Kendal, est un spécialiste de la musique, organiste, chef de chœur et chef d'orchestre. Il consacre la majeure partie de sa carrière en tant qu'organiste du New College d'Oxford, dont il dirige la chorale pendant plus de 35 ans et produit un grand nombre d'enregistrements choraux.

## Biographie

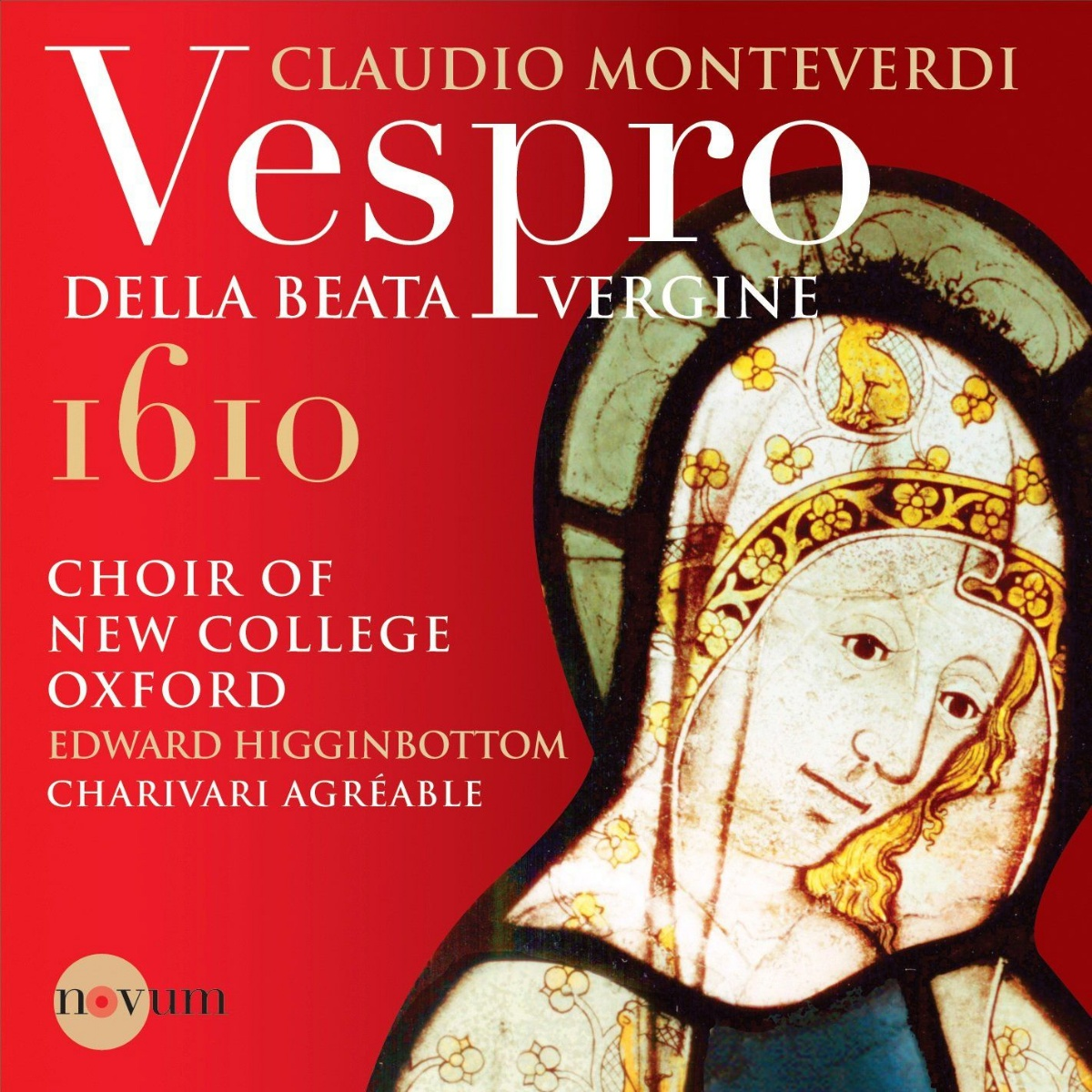
Montiverdi Vespers New College

Edward Higginbottom naît le 16 novembre 1946 à Kendal.
Avant d'entrer à l'église St Mary de Warwick, Edward était choriste à l'église paroissiale de sa localité, où il a commencé à jouer de l'orgue. Il complète sa formation de premier cycle et de deuxième cycle en tant qu'organiste au Corpus Christi College de Cambridge, où il développe un intérêt particulier pour la musique baroque française et devient membre du Royal College of Organists. Il fait des tournées régulières en France à cette époque en tant que directeur de la Cambridge University Purcell Society. En tant qu'étudiant diplômé, il séjourne en France (1970-1972), étudiant l'orgue avec Marie-Claire Alain tout en travaillant sur sa thèse de doctorat.
Il est nommé Organist and Director of Music au New College d'Oxford en 1976. Si le rôle principal de la chorale est de fournir de la musique liturgique pour le culte, Edward va plus loin, en organisant des tournées de la chorale économiquement viables et un large éventail d'enregistrements musicaux. Ce faisant, il « a aidé la cause de telles institutions à travers une période où les contraintes financières et les changements d'attitudes sociales ont menacé les fondations des chorales ».
En 1990, il est fait Officier, puis Commandeur de l'Ordre des Arts et des Lettres par le ministère français de la Culture pour « son rôle dans la renaissance des chorales en France et le soutien aux activités culturelles françaises ».
En 2010, il crée un nouveau label discographique pour le chœur, novum, et le chœur commence à expérimenter la diffusion hebdomadaire sur Internet de ses services Evensong 
Prenant sa retraite du New College en 2014, il poursuit sa carrière musicale en tant que pigiste. Il est le chef d'orchestre principal d'un ensemble d'Oxford appelé Instruments of Time and Truth. Cependant, malgré sa retraite, il est nommé en mars 2019 directeur de la musique de chapelle au St Peter's College d'Oxford pour l'année académique 2019/20, en attendant la nomination d'un successeur à Jeremy Summerly en 2020.

### Vie personnelle
Edward et sa femme Caroline ont sept enfants adultes, dont son fils (également choriste) Orlando, plus connu professionnellement sous le nom de Totally Enormous Extinct Dinosaurs, chiropracteur d'animaux, bijoutier, médecin, enseignant et écrivain.

## Culture populaire
Un des premiers épisodes de l'inspecteur Morse de la chaîne ITV mettait en scène un personnage inspiré d'Edward Higginbottom (bien que le suspect, et son obsession pour les Spangles et les Trebor Mints, ne ressemble en rien au véritable Edward Higginbottom).

## Enregistrements
Parmi les enregistrements récents, citons :
| Titre                                                 | Compositeur                                          | Musiciens | Année |
| ----------------------------------------------------- | ---------------------------------------------------- | --- | ----- |
| Music for Salzburg Cathedral                          | Mozart                                               | Choir of New College Oxford, Collegium Novum                                                                 | 2013  |
| Musique sacrée                                        | Charpentier                                          | Choir of New College Oxford, Oxford Baroque                                                                  | 2013  |
| Britten, The Sacred Choral Music                      | Benjamin Britten                                     | Choir of New College Oxford                                                                                  | 2013  |
| Haydn, Nelson Mass                                    | Joseph Haydn                                         | Choir of New College Oxford, New Century Baroque, Jonty Ward, Hugh Cutting, Nick Pritchard, Tom Edwards      | 2012  |
| Illumina: Music of Light                              | Mahler, Rutter, Bach and others                      | Choir of New College Oxford                                                                                  | 2012  |
| Francois Couperin, Exultent superi                    | Francois Couperin                                    | Soloists of the Choir of New College Oxford, Collegium Novum                                                 | 2011  |
| W. A. Mozart, Requiem                                 | Mozart                                               | Choir of New College Oxford, Orchestra of the Age of Enlightenment                                           | 2011  |
| Claudio Monteverdi, Vespro della Beata Vergine 1610   | Claudio Monteverdi                                   | Nicholas Mulroy, Thomas Hobbs, Thomas Raskin, Choir of New College Oxford, Charivari Agreable                | 2010  |
| J S Bach, Motets                                      | Bach                                                 | Choir of New College Oxford                                                                                  | 2009  |
| The Victorian and Edwardian Anthem                    | Elgar, Parry, Stainer and others                     | Choir of New College Oxford, Nicholas Wearne, David Newsholme                                                | 2008  |
| Nicholas Ludford, Missa Benedicta & antiennes votives | Nicholas Ludford                                     | Choir of New College Oxford                                                                                  | 2008  |
| Haydn, The Creation                                   | Joseph Haydn                                         | Lawson, Muller, Stout, Choir of New College Oxford, Oxford Philomusica                                       | 2008  |
| Evensong at New College Oxford                        | Harris, Coward, Stanford and others                  | Choir of New College Oxford, Nicholas Wearne, Robert Patterson, Jane Shaw                                    | 2008  |
| The Art of the Chorister                              | Mendelssohn, Couperin, Mozart and others             | The Choristers of New College Oxford, Collegium Novum String Ensemble, Collegium Novum Baroque Strings       | 2008  |
| Poulenc and his French Contemporaries                 | Poulenc, Francis/Messiaen, Olivier/Villiette, Pierre | Choir of New College Oxford, David Newsholme, Nicholas Wearne                                                | 2006  |
| Macmillan and his British Contemporaries              | Macmillan, Anderson, Dove and Others                 | Choir of New College Oxford, Robert Patterson, Nicholas Wearne                                               | 2006  |
| Handel, Messiah (1751 Version)                        | Handel                                               | Jenkinson, Jones, Brookes, Davies, Spence, Dougan, Choir of New College Oxford, The Academy of Ancient Music | 2006  |
| Copland and his American Contemporaries               | Copland, Hailstork, Stravinsky and others            | Choir of New College Oxford                                                                                  | 2006  |
| The Georgian Anthem                                   | Wesley, Crotch, Battishill and others                | Choir of New College Oxford                                                                                  | 2004  |
| J S Bach, St John Passion                             | Bach                                                 | Gilchrist, Bernays, Dougan, Bowman, Beale, Baldy, Littlewood, Choir of New College Oxford, Collegium Novum   | 2003  |

## Publications liées à la musique
Edward Higginbottom a édité la musique de François Couperin et de Michel Corrette, et a écrit des articles sur la musique baroque française.
- "Organ Music and the liturgy", Cambridge Companion to the Organ[9]
- "The French classical organ school", Cambridge Companion to the Organ